# 캐서린 맥피
캐서린 맥피(Katharine McPhee, 1984년 3월 25일 ~ )는 미국의 가수 및 배우이다. 아메리칸 아이돌 시즌5 오디션에 참가해 준우승을 하였으며 2012년 NBC의 브로드웨이를 배경으로 한 뮤지컬 드라마 ‘스매쉬’에 주인공 캐런 카트라이트(Karen Cartwright)로 출연하였다.

## 참여 작품

### 영화
- 크레이지 (2007년 영화)
- 하우스 버니
- 샤크 나이트 3D

### 텔레비전
- 아메리칸 아이돌
- 어글리 베티
- CSI: 뉴욕
- 커뮤니티 (시트콤)
- 더 보이스 (미국의 텔레비전 프로그램)
- 패밀리 가이
- 스매쉬 (드라마)
- 스콜피언 (드라마)
- 립 싱크 배틀